# Pseudolasius pheidolinus
Pseudolasius pheidolinus é uma espécie de formiga do gênero Pseudolasius, pertencente à subfamília Formicinae.